# 紀元前580年
紀元前580年（きげんぜん580ねん）は、西暦（ローマ暦）による年。紀元前1世紀の共和政ローマ末期以降の古代ローマにおいては、ローマ建国紀元174年として知られていた。紀年法として西暦（キリスト紀元）がヨーロッパで広く普及した中世時代初期以降、この年は紀元前580年と表記されるのが一般的となった。

## 他の紀年法
- 干支 : 辛巳
- 日本
  - 皇紀81年
  - 綏靖天皇2年
- 中国
  - 周 - 簡王6年
  - 魯 - 成公11年
  - 斉 - 霊公2年
  - 晋 - 厲公元年
  - 秦 - 桓公24年
  - 楚 - 共王11年
  - 宋 - 共公9年
  - 衛 - 定公9年
  - 陳 - 成公19年
  - 蔡 - 景侯12年
  - 曹 - 宣公15年
  - 鄭 - 成公5年
  - 燕 - 昭公7年
  - 呉 - 寿夢6年
- 朝鮮
  - 檀紀1754年
- ユダヤ暦 : 3181年 - 3182年

## できごと

### 中国
- 晋の郤犨が使節として魯に赴き、魯の成公と盟を交わした。
- 魯の季孫行父が晋に赴いた。
- 周公楚が伯与と政権を争って敗れ、洛陽を出て晋に亡命した。
- 魯の叔孫僑如が斉に赴いた。
- 晋の郤至が周と鄇の田地を争ったため、簡王は劉の康公と単の襄公に命じて、晋の厲公に訴えさせた。
- 宋の華元が楚に赴き、晋と楚のあいだの和議をまとめさせた。
- 秦と晋が講和することとなり、令狐で会合しようとした。晋の厲公は先に令狐に到着したが、秦の桓公は黄河を渡ろうとしなかった。桓公は王城にあって、史顆を派遣して厲公と河東で盟を交わさせ、厲公は郤犨を派遣して桓公と河西で盟を交わさせた。桓公は帰国するやいなや、晋との盟約を破った。